# Runensteine von Övra Bägby
Die Runensteine von Övra Bägby stehen östlich der Hauptstraße, südlich von Gärdslösa auf der schwedischen Insel Öland. An der parallel verlaufenden alten Landstraße befinden sich zwei Runensteine zu beiden Seiten eines Baches. Sie wurden in einer Brücke gefunden und kamen 1634 an ihre heutigen Plätze.
Der südliche Runenstein Öl 39 besteht aus Kalkstein und ist 195 cm hoch, 95 cm breit und 18 cm dick. Die Runen sind etwa 12 cm hoch. Er stand auf einem Foto, das vor 1966 aufgenommen wurde, in einer inzwischen entfernten Steinmauer. Die Inschrift wurde 1987 farbig ausgelegt. Der Text im Schlangenband lautet: „Sven tat (dies) nach seinem Vater Vikar; der (einzige überlebende) Sohn ritzte selbst den Stein.“
Der nördliche Runenstein Öl 40 besteht auch aus Kalkstein und ist nahezu rechteckig, 218 cm hoch, 150 cm breit und 11 cm dick. Die Runen sind 14 bis 18 cm hoch. Durch die Namen kann geschlossen werden, dass U 40 älter ist als U 39, weil nur Sven auf dem letzteren verbleibt. Die Inschrift wurde in den Jahren 1987 und 2004 farbig ausgelegt. Der Text im Schlangenband lautet: „Gudbrand und Sven setzten diesen Stein nach ihren guten Brüdern Asvald und Helge.“

## Die Gårdløsafibel

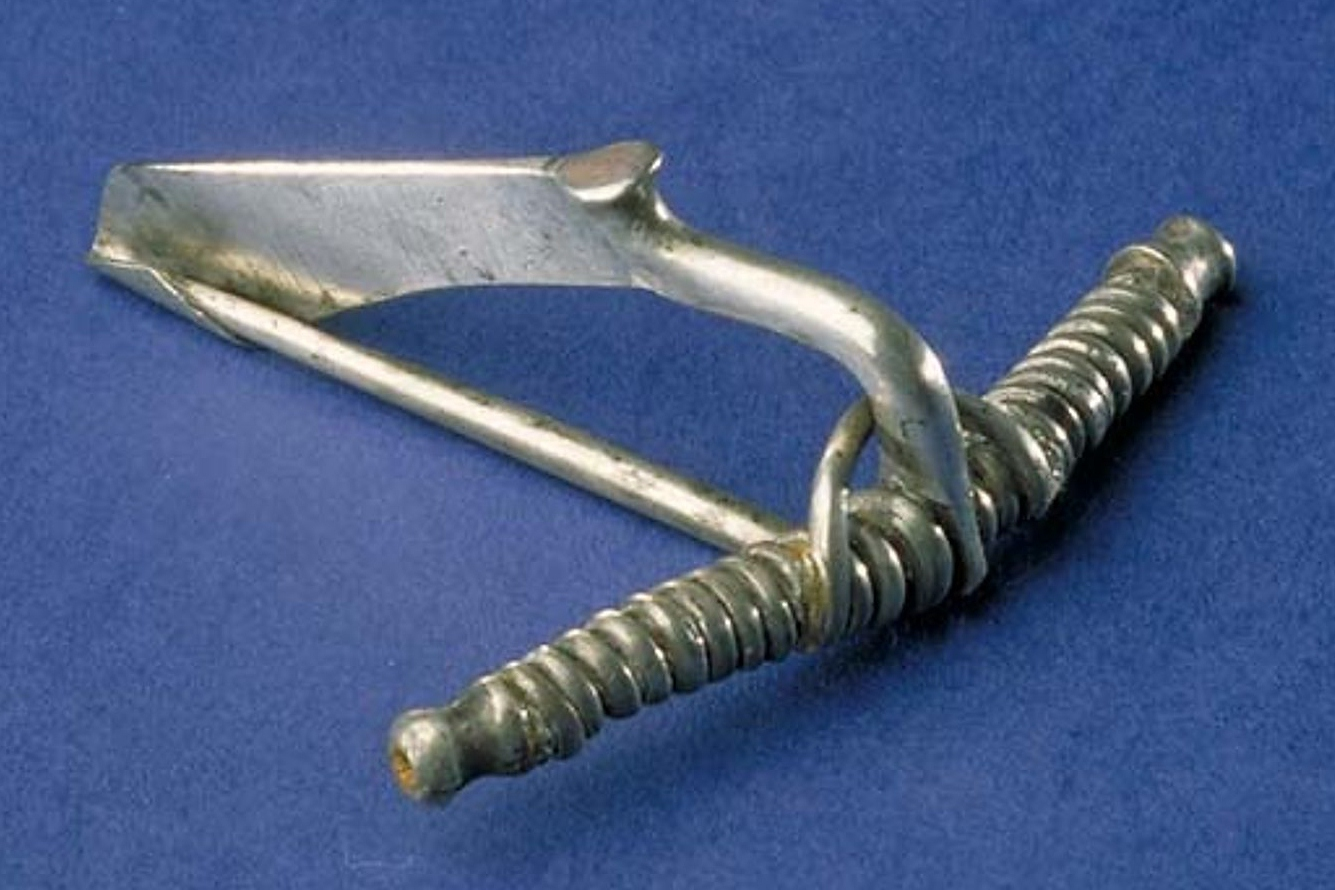
Gårdløsafibel

Die Gårdløsafibel (schwedisch Gårdløsafibulaen ) DR EM85;128A $U wurde in einem Frauengrab in Gårdlösa gefunden und befindet sich im Statens Historiske Museum, Stockholm (SHM 25302). Sie stammt aus der Eisenzeit (210–260 n. Chr.) Die Fibel ist eine Armbrustfibel aus Silber mit einer urnordischen Inschrift im älteren Futhark. Die Runeninschrift befindet sich auf der rechten Seite des Fußes und lautet:
en Unwōd;
übersetzt: Ich, der Zusammenbruch / die Stille / Zurückhaltung.
Das Wort ist wahrscheinlich ein männlicher Name, der möglicherweise zu der Person gehört hat, die die Fibel hergestellt oder der Frau im Grab gegeben/geschenkt hat.